# Stazione di Monaco-Monte Carlo

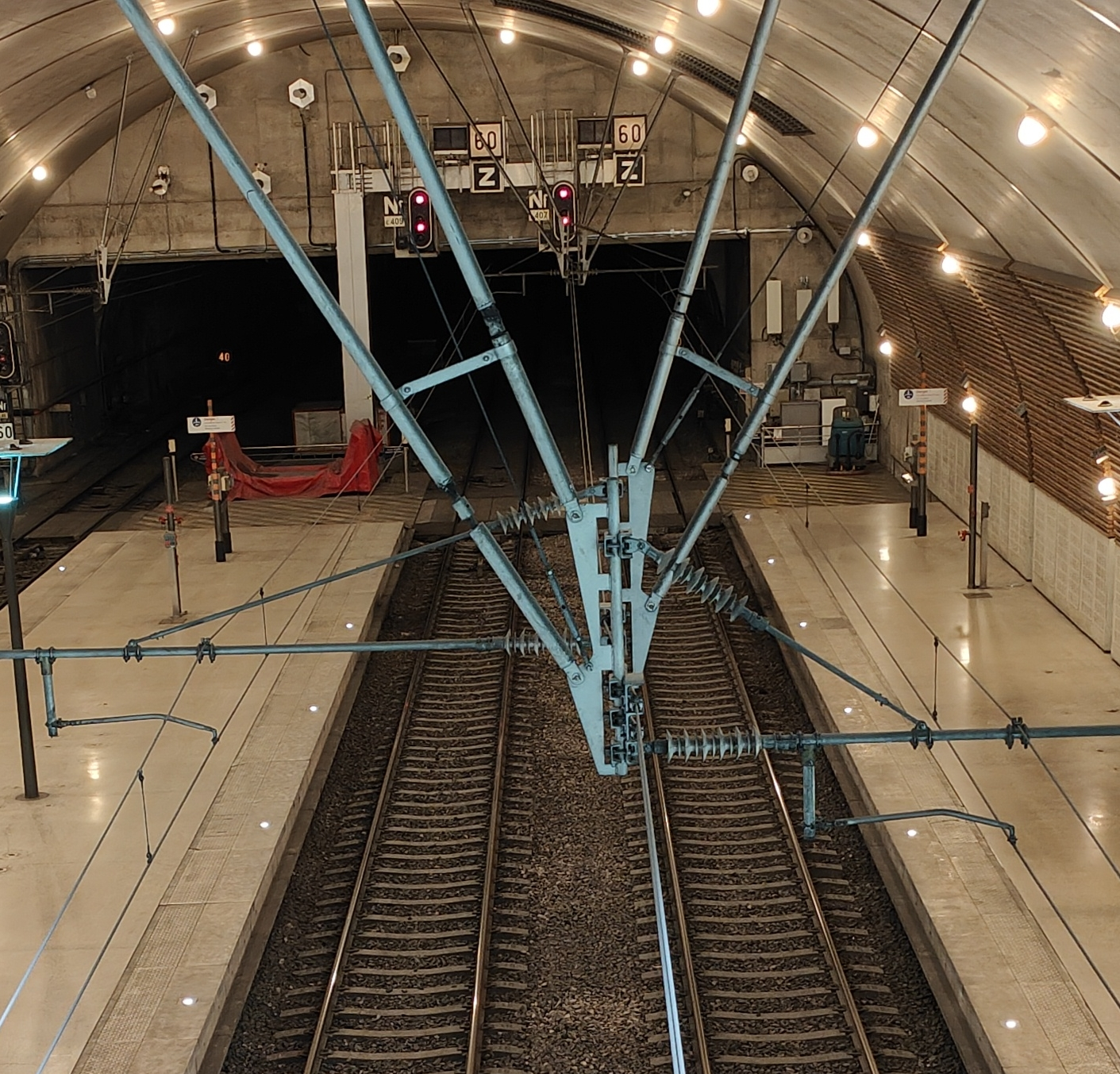
Particolare isolatori e tiranti poligonazione catenaria linea aerea 25kV 50 Hz.

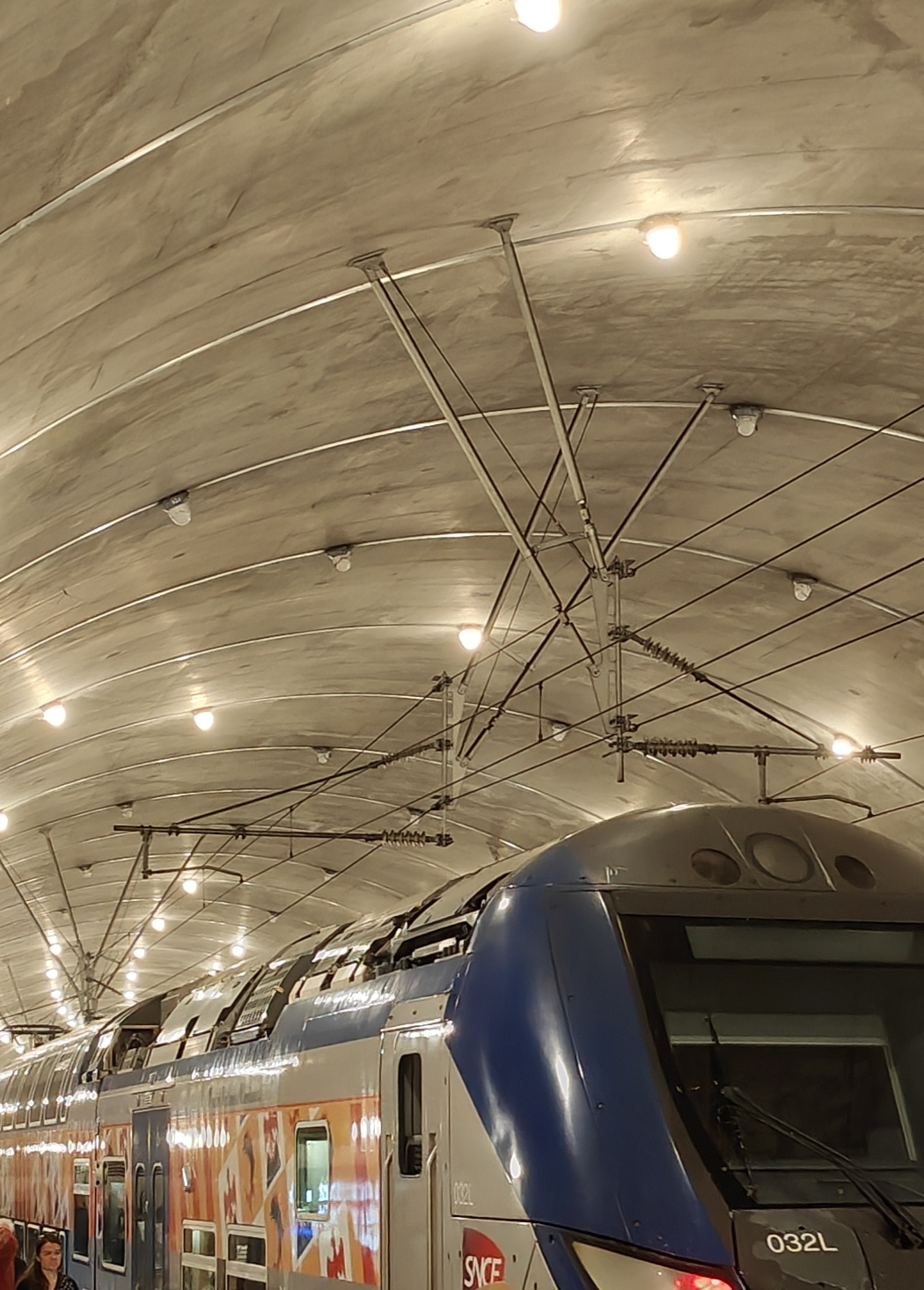
Particolare tralicci sospensione catenaria fissati sulla volta

La stazione di Monaco-Monte Carlo (in francese gare de Monaco-Monte-Carlo) è l'unica stazione ferroviaria del Principato di Monaco, situata sulla linea Marsiglia–Ventimiglia. La nuova stazione è stata inaugurata il 7 dicembre 1999 nell'anno dei lavori nel Principato di Monaco per i 50 anni del regno di Ranieri III, in sostituzione della vecchia posta sulla costa e chiusa in tale anno. Una parte della stazione si trova in territorio francese nel comune di Beausoleil.

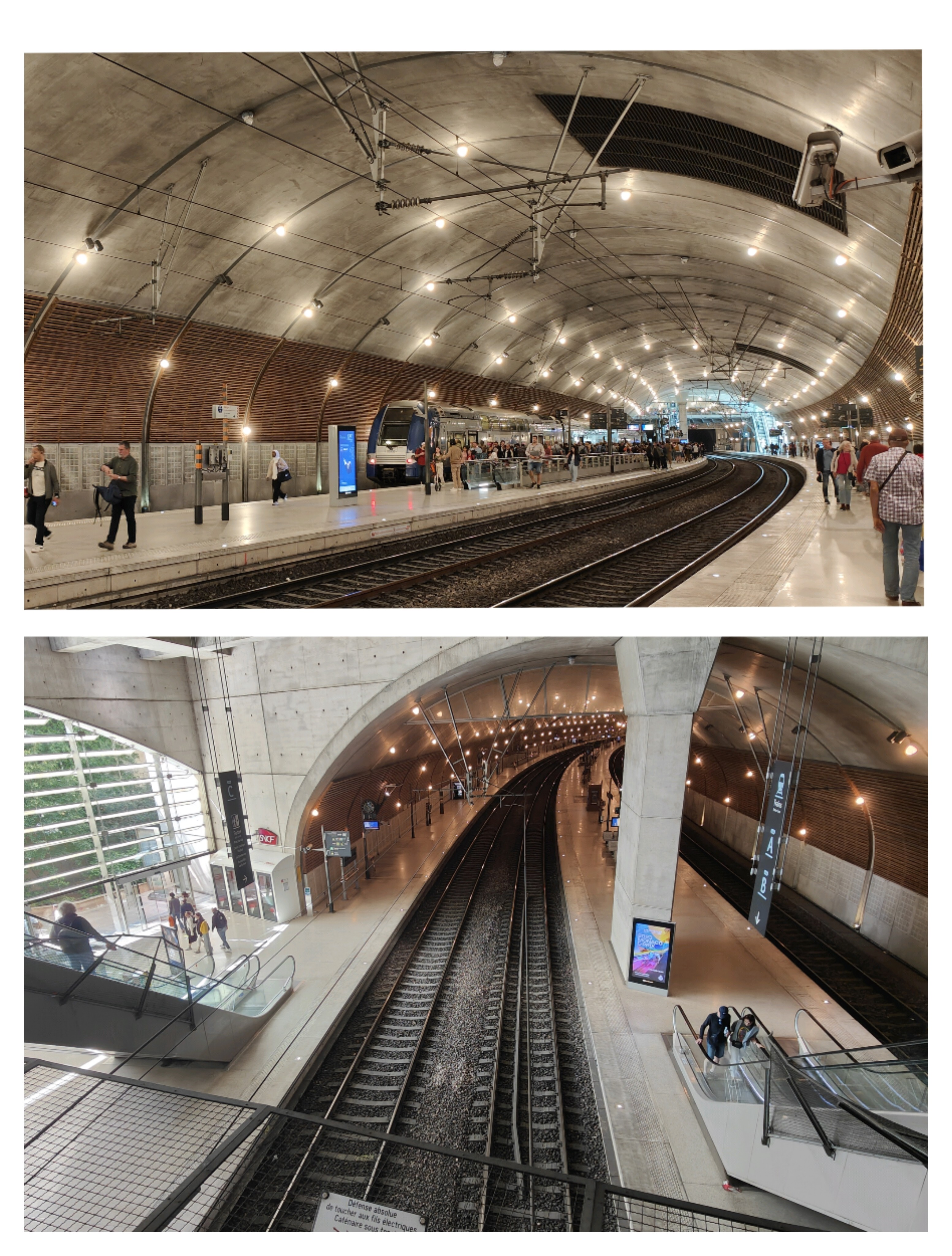
Galleria piano del ferro, in basso: lato entrata vista dall'alto

Il Principato di Monaco non ha una compagnia ferroviaria propria e i treni che transitano per la rete monegasca, lunga complessivamente 1,7 km, sono gestiti dalla SNCF, società nazionale delle ferrovie francesi.

## Servizi
La stazione dispone di:
- Biglietteria a sportello
- Biglietteria automatica
- Sala d'attesa
- Servizi igienici
- Bar

## Interscambi
- Fermata autobus